# Центр Джорджа Ґустава Гея
Центр Джорджа Ґустава Гея (англ. George Gustav Heye Center) — філія вашингтонського Національного музею американських індіанців, який у свою чергу є невід’ємною частиною Смітсонівського інституту
Музей розташований у Мангеттені, в м. Нью-Йорк, США.

## Історія
Центр названо на честь Джорджа Ґустава Гея, який почав колекціонувати артефакти американських аборигенів у 1903 р. і в 1922 р. відкрив в Нью-Йорку на Манхеттені Музей американських індіанців. Той музей припинив існування в 1994 р. і частина його колекції нині зберігається в Центрі Джорджа Ґустава Гея, що розташувався у старому будинку ім. Александра Гамільтона (нью-йоркська митниця) на Боулінг Грін, спорудженому в 1907 р. архітектором Касом Гілбертом. Це — визнана пам’ятка американської архітектури. Музейна експозиція, що складається з експонатів, кіно- і відеофільмів, шкільних класів, займає 2 поверхи будинку і площу 2 тис. м².